# Віллі Кабальєро
Вілфредо Даніель Кабальєро Ласкано (ісп. Wilfredo Daniel Caballero Lazcano, нар. 28 вересня 1981) — аргентинський футболіст, воротар «Саутгемптона» і національної збірної Аргентини.

## Клубна кар'єра
Вихованець футбольної школи клубу «Бока Хуніорс». Дорослу футбольну кар'єру розпочав 2001 року в основній команді того ж клубу, в якій провів три сезони, взявши участь у 15 матчах чемпіонату.
Згодом з 2004 по 2011 рік грав в Іспанії за «Ельче», з невилокою перервою у 2006 році, коли гравець був орендований аргентинським «Арсеналом» (Саранді).
Своєю грою за «Ельче» привернув увагу представників тренерського штабу клубу «Малага», до складу якого приєднався 2011 року. Відіграв за клуб з Малаги наступні три сезони своєї ігрової кар'єри. Більшість часу, проведеного у складі «Малаги», був основним голкіпером команди.
Влітку 2014 року уклав трирічний контракт з англійським «Манчестер Сіті», якому трансфер досвідченого голкіпера обійшовся за неофіційними даними у6 мільйонів фунтів. У Манчестері був дублером Джо Гарта, отримуючи ігрову практику здебільшого в Кубку і Кубку ліги. З приходом влітку 2016 року до команди нового головного тренера Жузепа Гвардіоли на деякий час став основним воротарем «Сіті», проте невдовзі команди посилилася чилійцем Клаудіо Браво, який став основною опцією тренерського штабу на воротарській позиції. Тож по завершенні сезону 2016/17 клуб і гравець вирішили не продовжувати співпрацю.
1 липня 2017 року 35-річний воротар приєднався до чинного чемпіона Англії «Челсі», де став дублером бельгійця Тібо Куртуа. По ходу сезону 2017/18 використовувався насамперед в іграх національних кубкових змагань. Наприкінці сезону тричі виходив на поле й в іграх чемпіонату.
6 грудня 2021 року підписав контракт із «Саутгемптоном» тривалістю до 5 січня 2022 року.

## Виступи за збірні
2001 року залучався до складу молодіжної збірної Аргентини. На молодіжному рівні зіграв у 2 офіційних матчах.
2004 року захищав кольори олімпійської збірної Аргентини. У складі збірної — учасник футбольного турніру на Олімпійських іграх 2004 року в Афінах.
Наступного року гравця уперше запросили до лав національної збірної Аргентини, у заявці якої він був учасником розіграшу Кубка конфедерацій 2005 року у Німеччині, де команда здобула «срібло», а сам Кабальєро лишався невикористаною заміною.
Дебют же у національній команді вібдувся лише навесні 2018 року, коли на той час вже 36-річний воротар взяв участь у двох товариських іграх, після чого його було включено до заявки збірної на тогорічний чемпіонат світу. 
| Дата      | Місто           | Господарі | Результат | Гості     | Турнір              | Голи | Примітки |
| --------- | --------------- | --------- | --------- | --------- | ------------------- | ---- | -------- |
| 23-3-2018 | Манчестер       | Аргентина | 2 – 0     | Італія    | товариський матч    | -    |          |
| 27-3-2018 | Мадрид          | Іспанія   | 6 – 1     | Аргентина | товариський матч    | -5   | 22'      |
| 29-5-2018 | Буенос-Айрес    | Аргентина | 4 – 0     | Гаїті     | товариський матч    | -    |          |
| 16-6-2018 | Москва          | Аргентина | 1 – 1     | Ісландія  | ЧС 2018 - 1-й раунд | -1   |          |
| 21-6-2018 | Нижній Новгород | Аргентина | 0 – 3     | Хорватія  | ЧС 2018 - 1-й раунд | -3   |          |
| Усього    |                 | Матчів    | 5         |           | Голів               | -9   |          |

## Титули і досягнення
«Бока Хуніорс»
- Чемпіон Аргентини (1): 2003 А
- Володар Кубка Лібертадорес (1): 2003
- Володар Міжконтинентального кубка (1): 2003

«Манчестер Сіті»
- Володар Кубка Футбольної ліги (1): 2015-16

«Челсі»
- Володар кубка Англії (1): 2017–18
- Переможець Ліги Європи УЄФА (1): 2018–19
- Переможець Ліги чемпіонів УЄФА (1): 2020–21

Аргентина
- Чемпіон світу (U-20) (1): 2001
- Олімпійський чемпіон (1): 2004